# Мушкетон

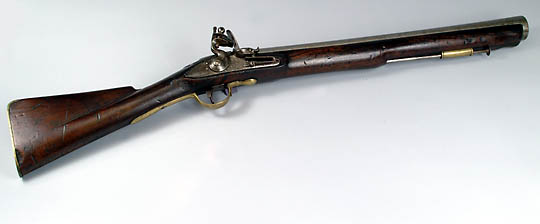
Англійський кремінний мушкетон

Мушкето́н (фр. mousqueton, від mousquet) — різновид вогнепальної зброї. У деяких країнах називався тромбло́н (фр. tromblon), трабуко (ісп. trabuco), бландербас (англ. blunderbuss).
Спочатку так називали невеликі гармати, які кидали ядра від 20 до 28 лотів (250—350 грамів), а згодом особливий рід короткоствольних рушниць для кавалерії або моряків, у яких дуло було ширше снаряда. Така будова ствола дозволяла заряджати зброю картеччю (або просто рубаним свинцем). Укорочений ствол робив мушкетон легше мушкета, але робив стрільбу менш точною. Точність компенсувалася лише великою площею ураження цілі при стрільбі картеччю. Тим більше що при стрільбі на скаку прицілитися було складно, а в морській битві мушкетон використовувався при абордажі, де вогонь вівся майже впритул.
Були дуже поширені мушкетони з невеликим розтрубом (лійкою) на дулі. Призначення розтруба — полегшити процес засипання пороху і картечі в ствол (що було особливо актуально для кавалеристів). У період виробництва мушкетонів існувала поширена помилка, що розтруб збільшує розкид картечі (і, відповідно, площу ураження), хоча це насправді не так: для збільшення розкиду картечі потрібно не просто робити лійку на кінці ствола, а виготовляти весь ствол у вигляді рівномірного, дедалі ширшого до кінця конуса. Така зброя, втім, теж виготовлялася, але вкрай рідко (через високу вартість); один з прикладів — «секретна гаубиця» Шувалова.

## Цікаві факти
Мушкетон — ім'я літературного героя: слуга Портоса в трилогії Олександра Дюма «Три мушкетери», «Двадцять років по тому», «Віконт де Бражелон, або Десять років по тому».